# Sant Mateu d’Albarca
Sant Mateu d’Albarca ist ein Ort im Gemeindebezirk (Municipio) Sant Antoni de Portmany auf der spanischen Baleareninsel Ibiza. 2011 lebten 383 Einwohner in dem Ort, der in der fruchtbaren Ebene Plà de Sant Mateu liegt. Die Gegend um Sant Mateu ist für den Weinbau bekannt.

## Feste
- 21. September: Patronatsfest